# Marksburg
Marksburg până în anul 1437 era numit „Burg Braubach”, cetatea este situată pe o înălțime de 160 m deasupra orașului Braubach de pe Rin, fiind una din cetățile medievale de pe cursul mijlociu al Rinului care n-au fost niciodată distruse. Cetatea a servit la apărarea și administrarea orașului Braubach, sau ca punct de control vamal pe Rin. Aspectul său servește ca model pentru cetățile jucărie, iar o copie fidelă a cetății a fost construită pe insula japoneză Miyako-jima.